# Manius Abbadi
Manius Fernando da Silva Abbadi (ur. 13 kwietnia 1976 w Porto Alegre) – brazylijski siatkarz, grający na pozycji przyjmującego.

## Sukcesy klubowe
Mistrzostwo Brazylii:
- 2000, 2013
- 2001, 2014
- 1999, 2003, 2012

Mistrzostwo Francji:
- 2004

Puchar Rosji:
- 2004

Mistrzostwo Rosji:
- 2005

Mistrzostwo Włoch:
- 2007, 2008

Puchar CEV:
- 2009

Klubowe Mistrzostwa Ameryki Południowej:
- 2013

Klubowe Mistrzostwa Afryki:
- 2016

## Sukcesy reprezentacyjne
Mistrzostwa Świata Kadetów:
- 1993

Mistrzostwa Ameryki Południowej Juniorów:
- 1994

Mistrzostwa Świata Juniorów:
- 1995

Puchar Wielkich Mistrzów:
- 1997